# M110 203mm自走榴弾砲
M110 203mm自走榴弾砲は、アメリカ合衆国で1950年代に開発された203mm榴弾砲（8インチ砲）装備の自走榴弾砲である。
本砲と同時に開発されたM107 175mm自走カノン砲は、共通の車台を使用して搭載砲が異なる兄弟車種である。

## 概要
M110はM53 155mm自走カノン砲やM55 203mm自走榴弾砲の後継機種とする事を目的としてM107 175mm自走カノン砲と同時に1956年に開発が始められた。M110の開発時の形式名はT236で (同様にM107の開発時の呼称はT235であった) 、試作車両は1958年に完成し、1959年にはエンジンをディーゼルに換装して形式がT236E1となり、1961年に8inch Self-propelled Howitzer M110 (直訳すれば"M110 8インチ自走榴弾砲")として制式採用された。
M107との車体の共通化の要求に加えて、航空機で空輸する事を考慮されているため非常に小型に設計されている。走行装置はM113装甲兵員輸送車の設計を流用したもので、エンジンはM109 155mm自走榴弾砲と共通である。
車体前部左側に機関部があり、中央部から後部にかけて砲を剥き出しのまま搭載している。そのためNBC防護などは考慮されていない。車体が小型であるため、弾薬は2発しか搭載できず、射撃に必要な13名の要員のうち8名は随伴する弾薬輸送車輌に搭乗している。このため自走砲架とも呼ばれる。発射時の反動から車体を固定するため、車体後部には大型の駐鋤（ちゅうじょ、英語ではSpade）が装備されている。
M110は1963年にアメリカ陸軍に配備され、M107やM109と共にベトナム戦争で実戦投入された。1977年には砲身長を25口径から37口径に延長した改良型のM201榴弾砲を装備したM110A1の実戦配備が始まり、その後マズルブレーキ追加などの改修を行ったM110A2仕様に改修された。1991年の湾岸戦争の時点では、アメリカ軍の主要な砲兵部隊はM109への更新（統一）が進んでいたが、M110もいくつかの部隊により実戦投入されている。
イスラエル国防軍は初期型M110を36両導入し、"Kardom" (カードム、ヘブライ語で斧の意) のニックネームを付け、同時期に導入したM107"ロマク"と共に1973年の第四次中東戦争において運用し、その後1982年のガリラヤの平和作戦においても実戦投入した。M110はベイルート包囲戦においてPLOやレバノン政府軍の拠点への攻撃でその威力を発揮した。
イランは30両程度のM110を導入し、M107と共にイラン・イラク戦争において実戦投入した。イランのM110は2017年の軍事パレードにおいて、初期の短砲身のままの姿で登場している。

## 陸上自衛隊での運用

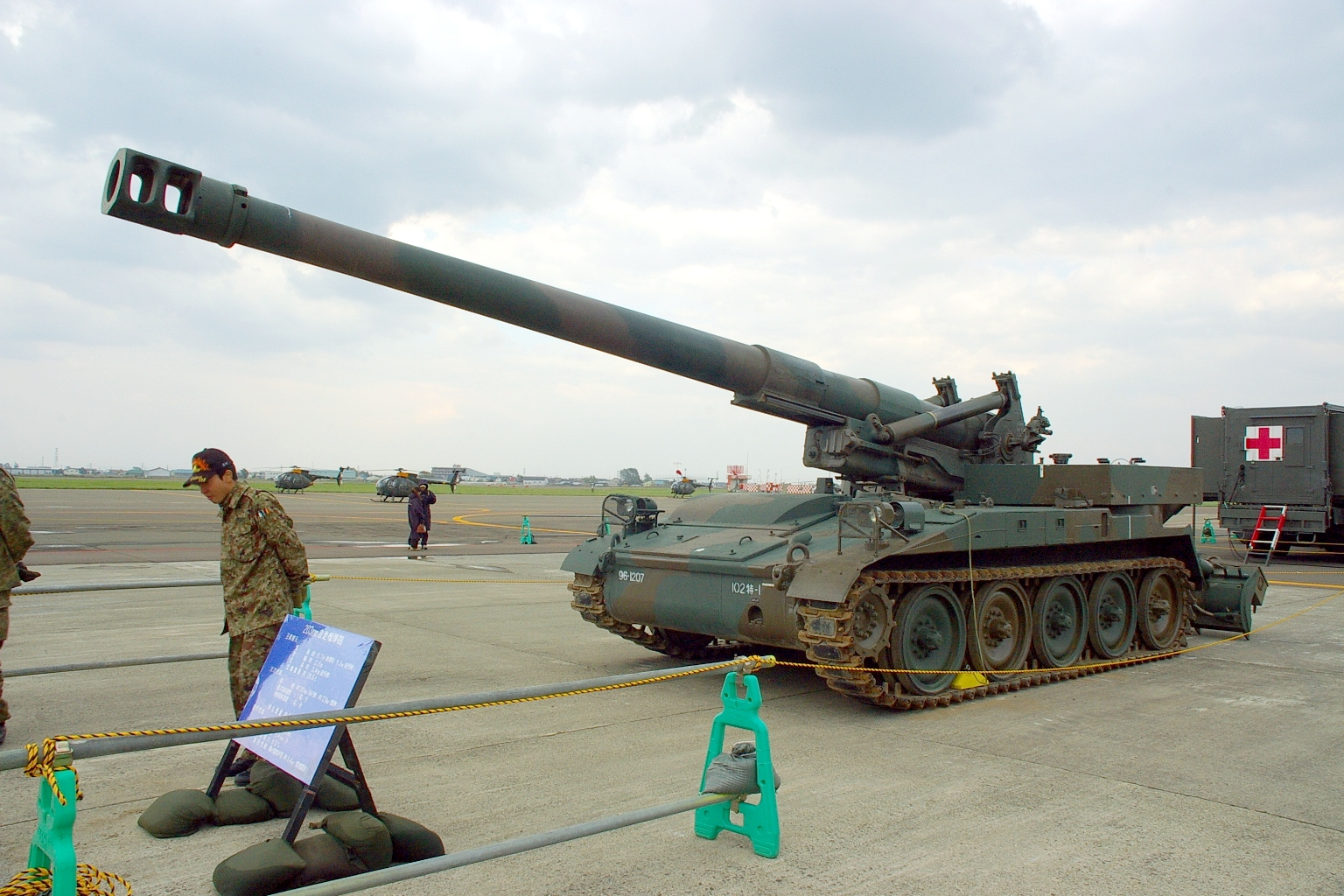
陸上自衛隊の203mm自走りゅう弾砲（第102特科大隊の装備車両）

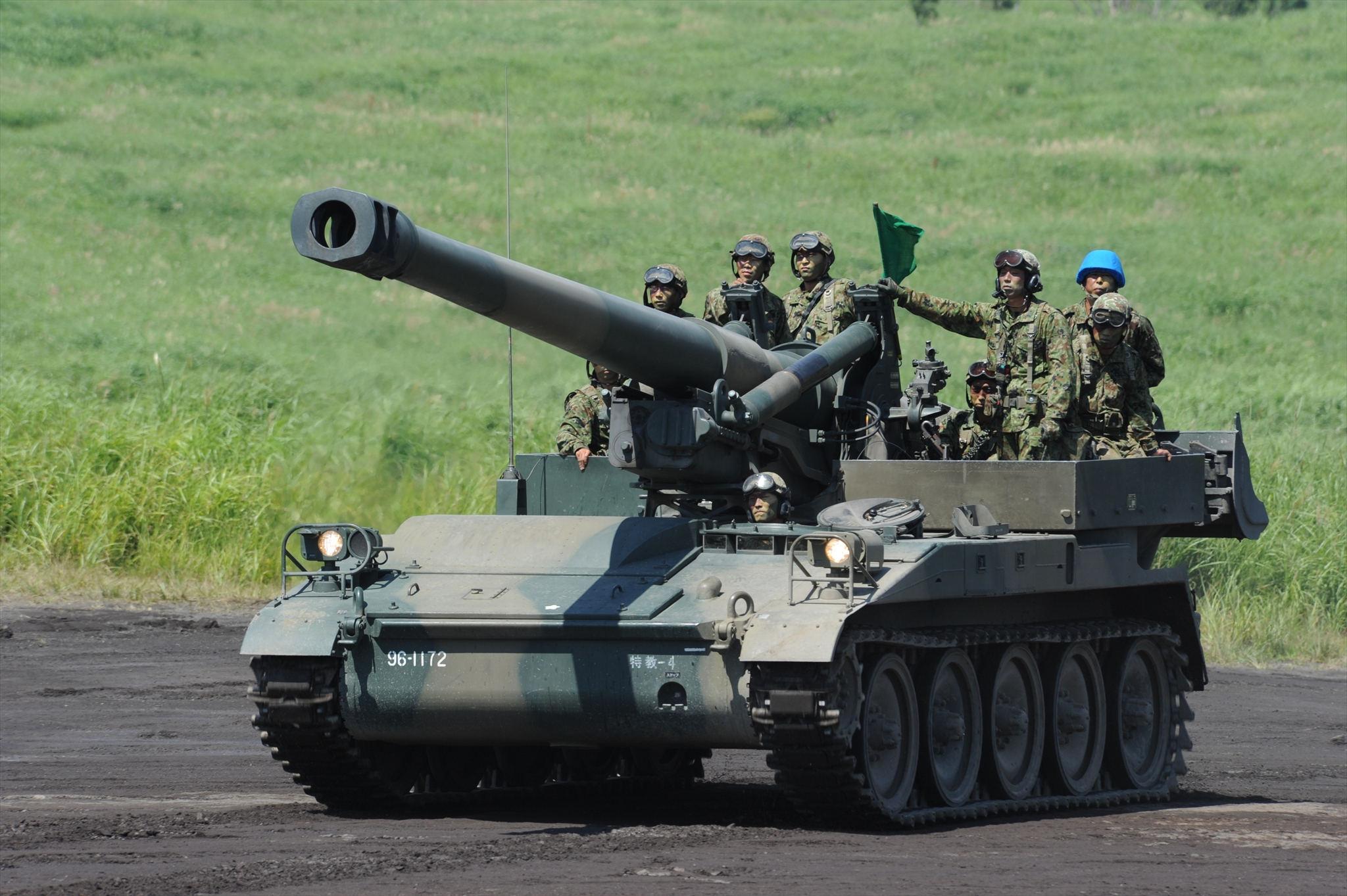
陸上自衛隊の203mm自走りゅう弾砲（平成22年度富士総合火力演習）

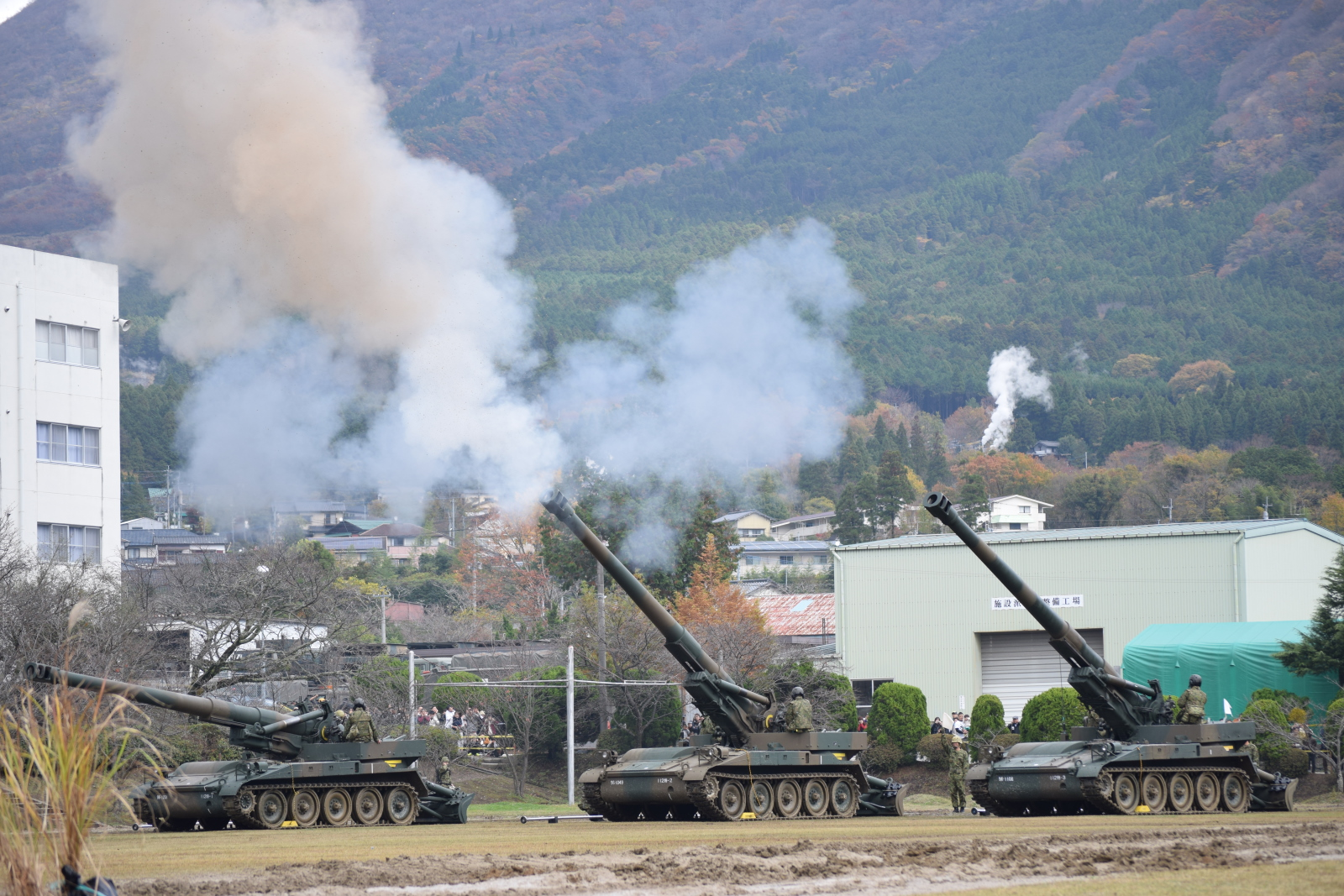
203mm自走りゅう弾砲空砲射撃の様子（第112特科大隊）

日本ではM110A2を採用して1983年（昭和58年）からライセンス生産が行われ、1984年（昭和59年）度末から「203mm自走りゅう弾砲」の名称で陸上自衛隊方面総監直轄の独立特科大隊に配備が進められ、計91両が配備された。第1特科団、第2特科群、第3特科群に実戦配備され、教育用としては特科教導隊、武器学校にも装備されていた。
砲身はアメリカからのFMS（有償援助）で取得し、砲架を日本製鋼所、車体を小松製作所が分担して製造した。運用の際には87式砲側弾薬車が随伴し、弾薬の運搬と補給を行った。
2000年（平成12年）に防衛庁（当時）により「サンダーボルト」の愛称が与えられたが、配備部隊では「自走20榴（じそうにいまる）」もしくは「20榴（にじゅうりゅう）」とも通称されていた。
2019年（令和元年）度防衛白書によれば、合理的な装備体系の構築のための取組として、「重要度の低下した装備品の運用停止」の項においてM110A2が名指しされ、後継装備品を整備せず用途廃止とされた。これにより、M110が陸上自衛隊において運用される最後の203mm砲となった。2023年（令和5年）度末までに用途廃止が見込まれ、2024年（令和6年）3月20日の第104特科大隊の廃止により、全車退役した。
実戦使用ではないが、チャイコフスキー作曲「1812年 (序曲)」の演奏において、M110A2の空砲射撃が使用されたことがあった。（国内ではM101 105mm榴弾砲での演奏が一般的）
また、退役後に余剰となったM110の砲弾（通称『20榴砲弾』）に電気信管を取り付け、即席爆発装置（IED）のように運用する構想もあり、2025年（令和7年）度富士総合火力演習では、侵攻する敵主力の攪乱・特科砲迫陣地の露見防止目的として『20榴砲弾』5-6発を1セットとして同時に爆破した様子が展示された。

### かつての配備部隊・機関
防衛大臣直轄部隊
- 陸上自衛隊富士学校
  - 富士教導団
    - 特科教導隊（第4射撃中隊）

- 陸上自衛隊武器学校

北部方面隊
- 第1特科団
  - 第1特科群
    - 第101特科大隊
    - 第102特科大隊
    - 第103特科大隊

  - 第4特科群
    - 第104特科大隊
    - 第120特科大隊

東北方面隊
- 第2特科群
  - 第110特科大隊

西部方面隊
- 西部方面特科隊（旧第3特科群）
  - 第112特科大隊

## バリエーション
M107
試作時名称 T235E1。M110と並行して開発され、1961年に制式化された。1980年まで524両が生産されている。搭載砲はM113カノン砲（175mm 64.5口径）、最大射程は32,700メートル。
西側諸国で採用されたが、アメリカ陸軍においては自走砲をM109とM110に統一する事となり、全車装備から外されている。余剰となったM107は搭載砲を換装してM110A1に改造された。
M110
試作時名称 T236E1。M107と並行して開発され、1961年に制式化された。約750両が生産されている。搭載砲はM2A2榴弾砲（203mm 25口径）、最大射程は16,800メートル。搭載砲の射程が短いという欠点があったため、砲の換装が行われM110A1/A2に改造されている。
アメリカ陸軍以外にも西側各国で採用された。
M110A1
M107およびM110の搭載砲を換装した車両で、1976年に制式化された。搭載砲はM201榴弾砲（203mm 37口径）に換装され、最大射程は21,300メートルに向上した。搭載砲の換装以外にも数箇所の再設計が行われ信頼性の向上がなされている。
M110A2
M107およびM110A1から改装された車両で、1978年に制式化され250両が完成している。搭載砲はM201A1榴弾砲（203mm 37口径）となっており、これはM110A1に搭載されているM201榴弾砲にマズルブレーキなどを追加した改良型となっている。
M110A2はアメリカ陸軍以外にも日本を含む9ヶ国で採用された。なお、アメリカ陸軍では長距離火力支援任務はMLRSに全面的に移行する計画で、M110は順次退役している。
退役したM110の砲身は、湾岸戦争時にGBU-28レーザー誘導爆弾の弾体に流用されている。
M578 LRV（Light Recovery Vehicle）
M107/M110の車体を流用した装甲回収車。砲の代わりに360°回転可能な上部構造物にクレーンブームとウィンチを備えている。主にベトナム戦争で運用された。
W-90
1993年に公開された、M107/M110の車体にノリンコ（中国北方工業公司）製の203mm榴弾砲（駐退器・マズルブレーキの形状が全く異なる）を搭載した、中華人民共和国開発の半オリジナル車両。
車体はアメリカが援助したパキスタン軍の車両もしくはベトナム戦争時にアメリカが放棄したものを入手したと考えられている。

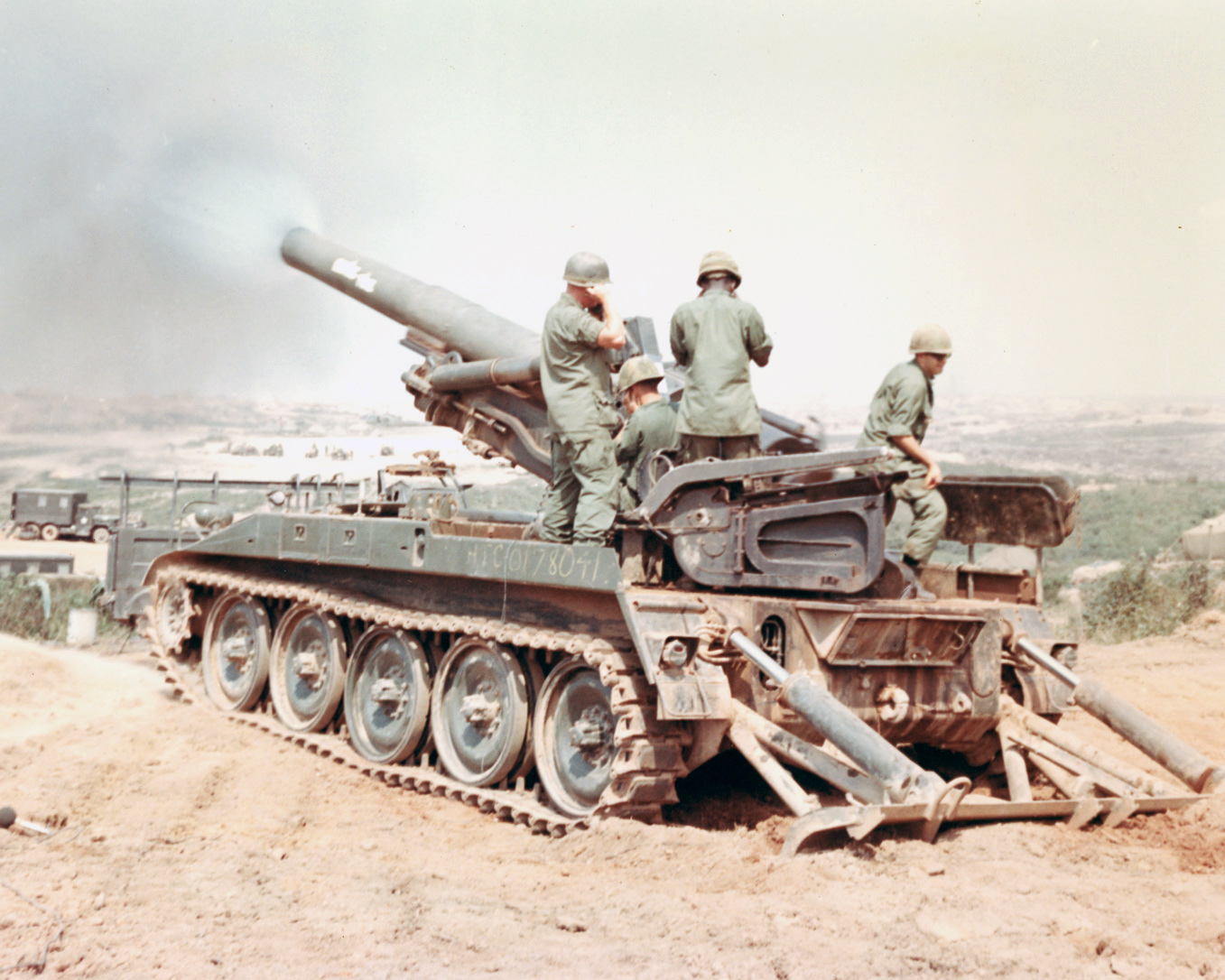
ベトナム戦争時の初期型M110
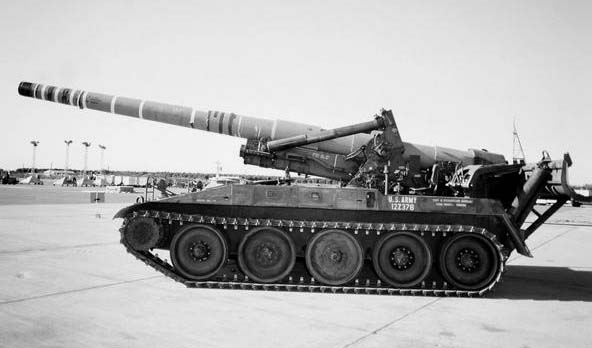
M110A1
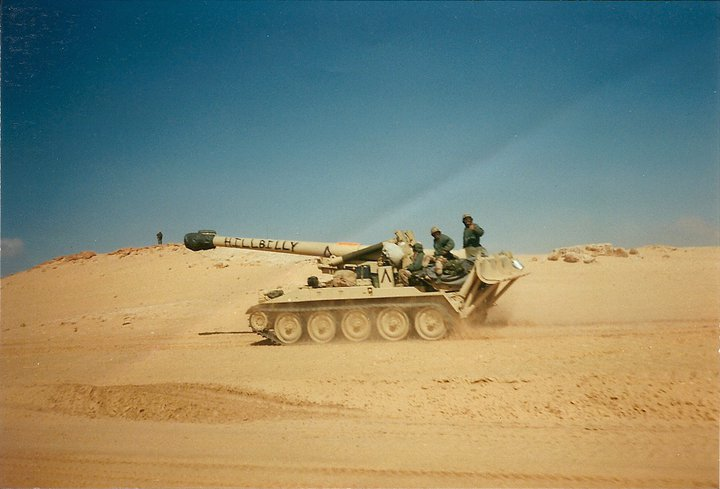
湾岸戦争時のM110A2
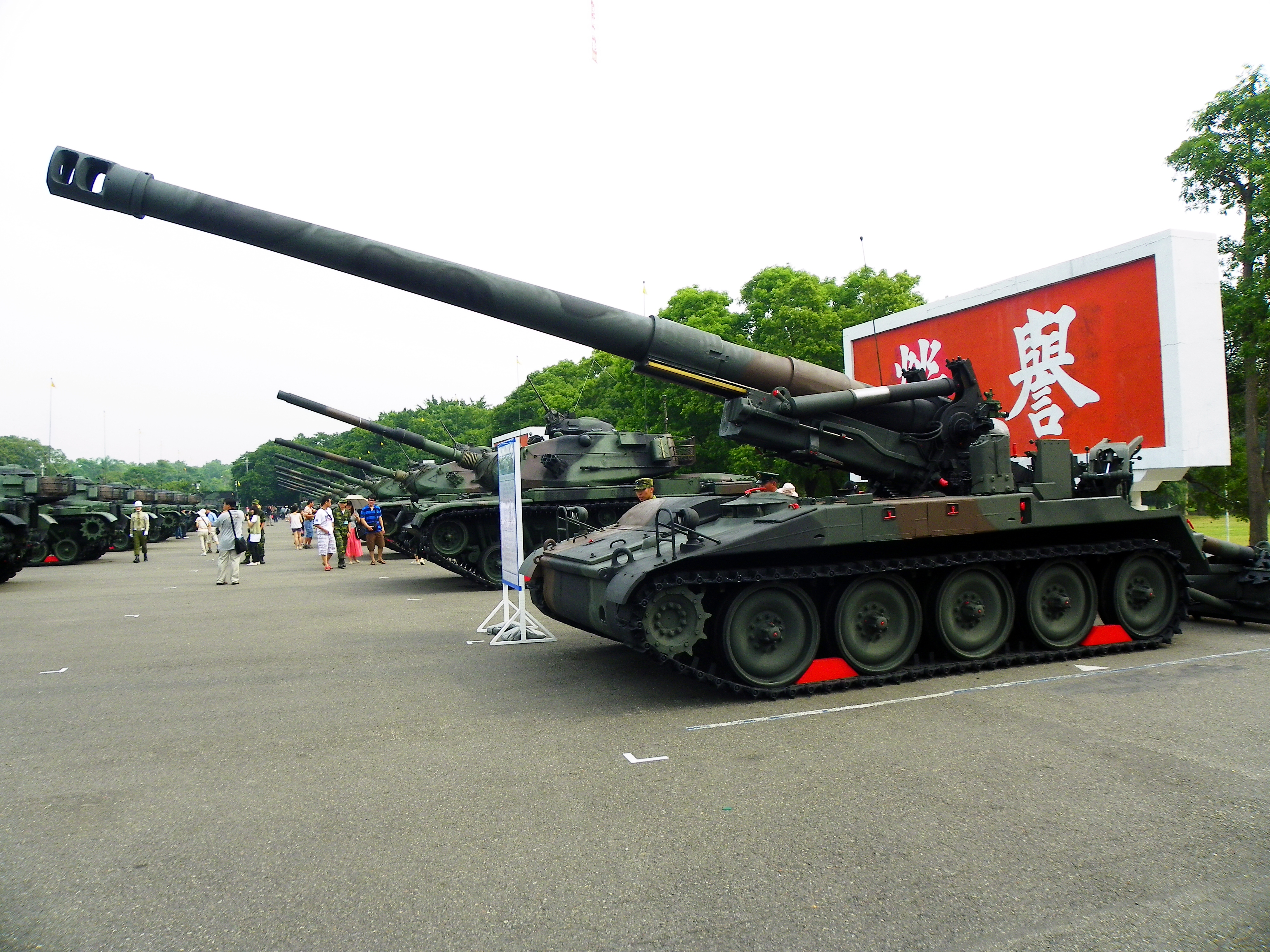
台湾軍のM110A2
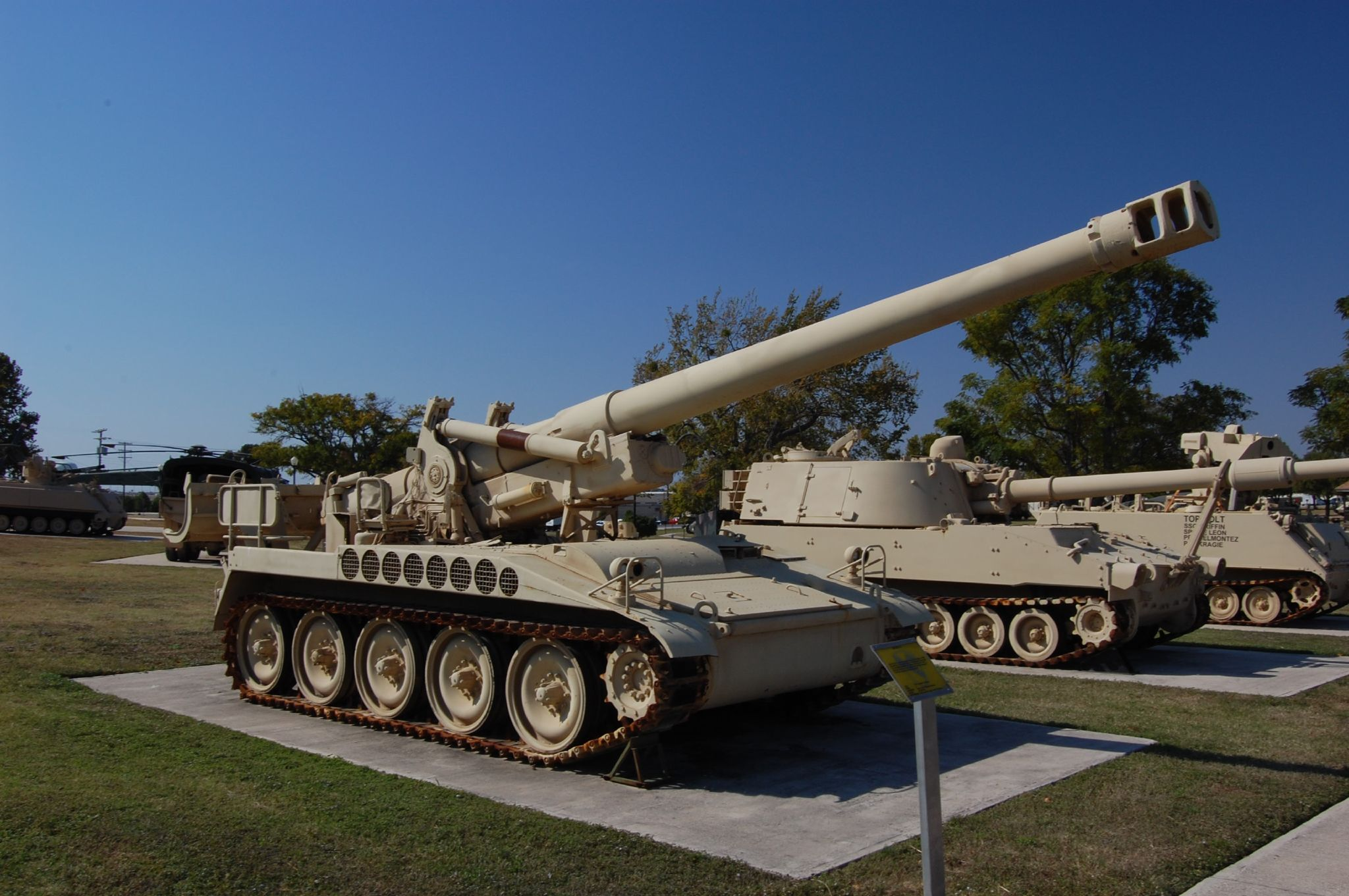
博物館のM110A2
富士総合火力演習で砲撃を行う陸上自衛隊のM110A2
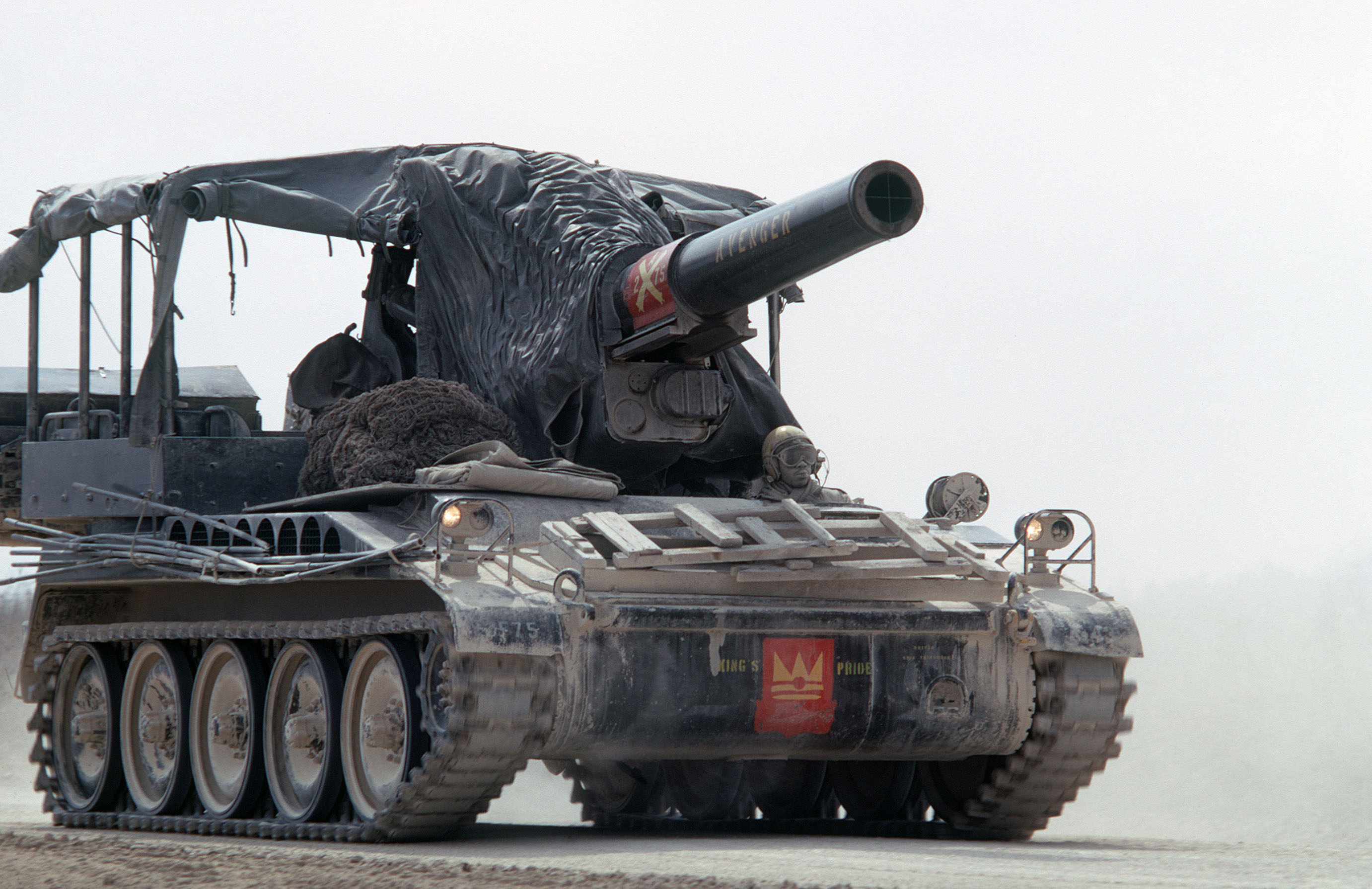
幌を装着したM110
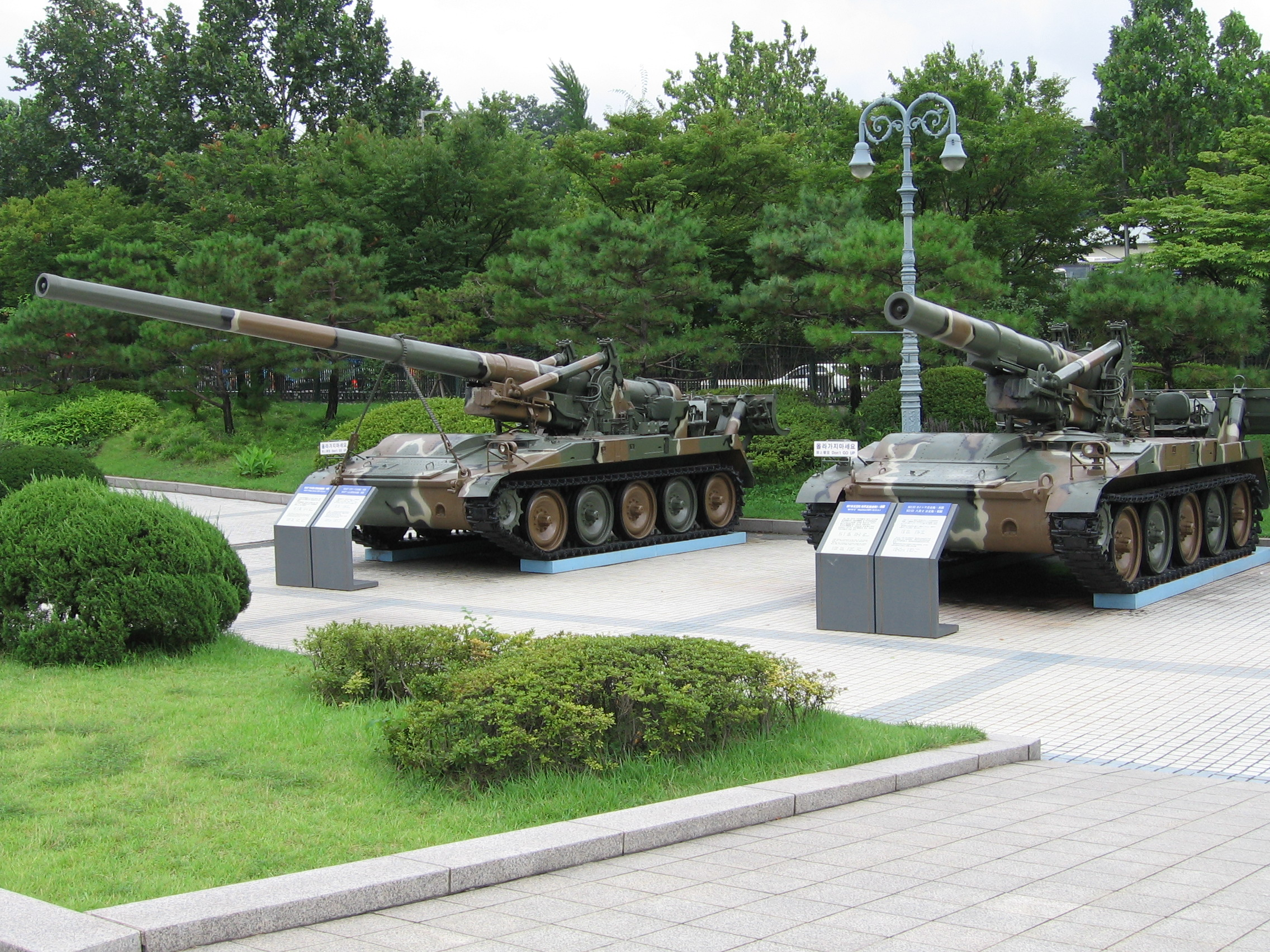
M107（奥）及びM110（手前）。ソウルの戦争記念館の展示車両
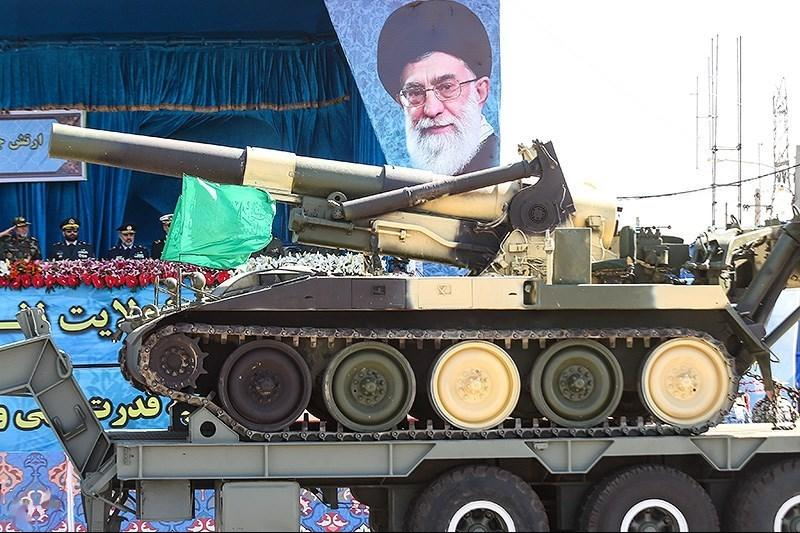
イランのM110、2017年の軍事パレード。
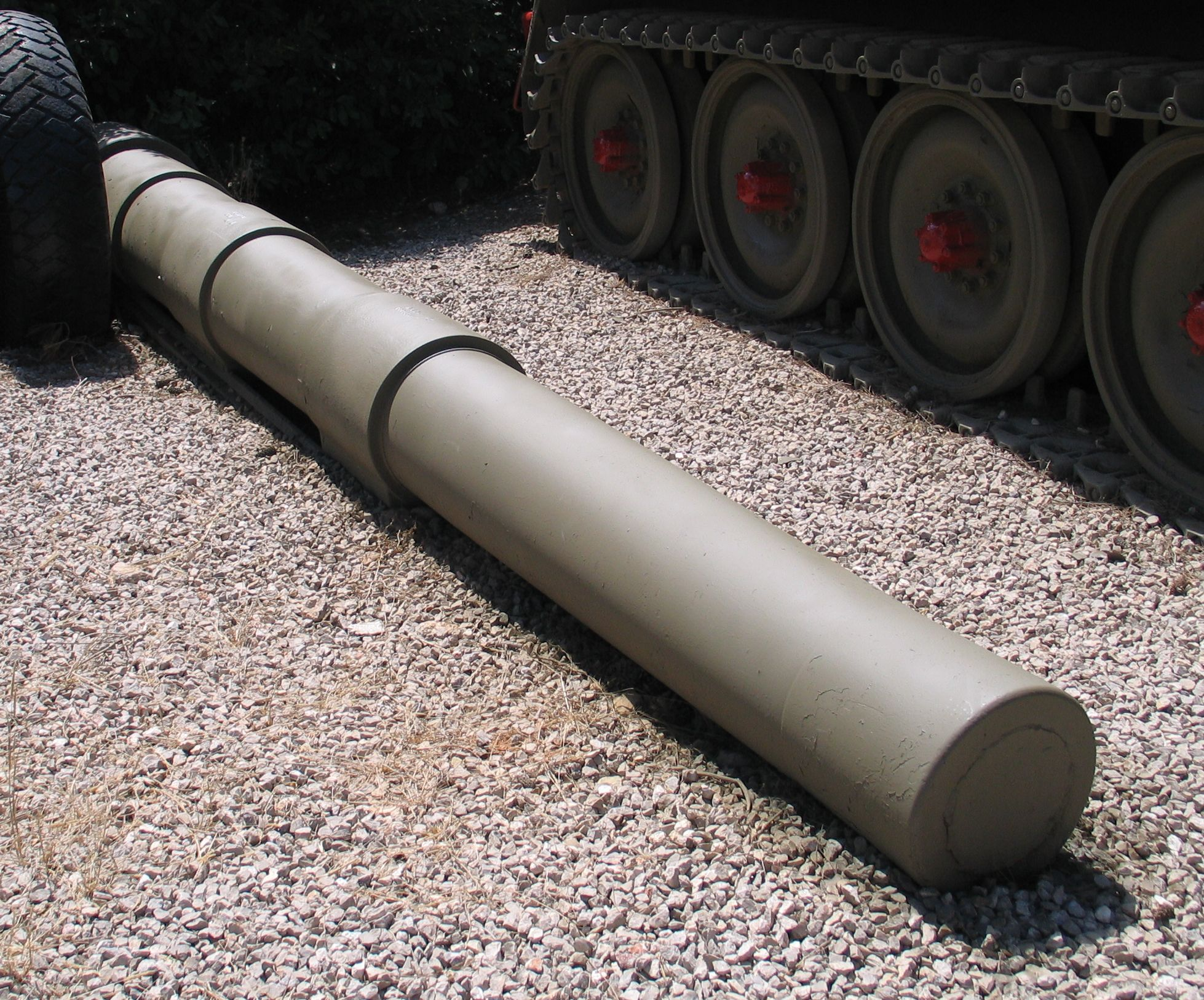
イスラエル砲兵隊博物館に展示されているM110"カードム"の砲身。
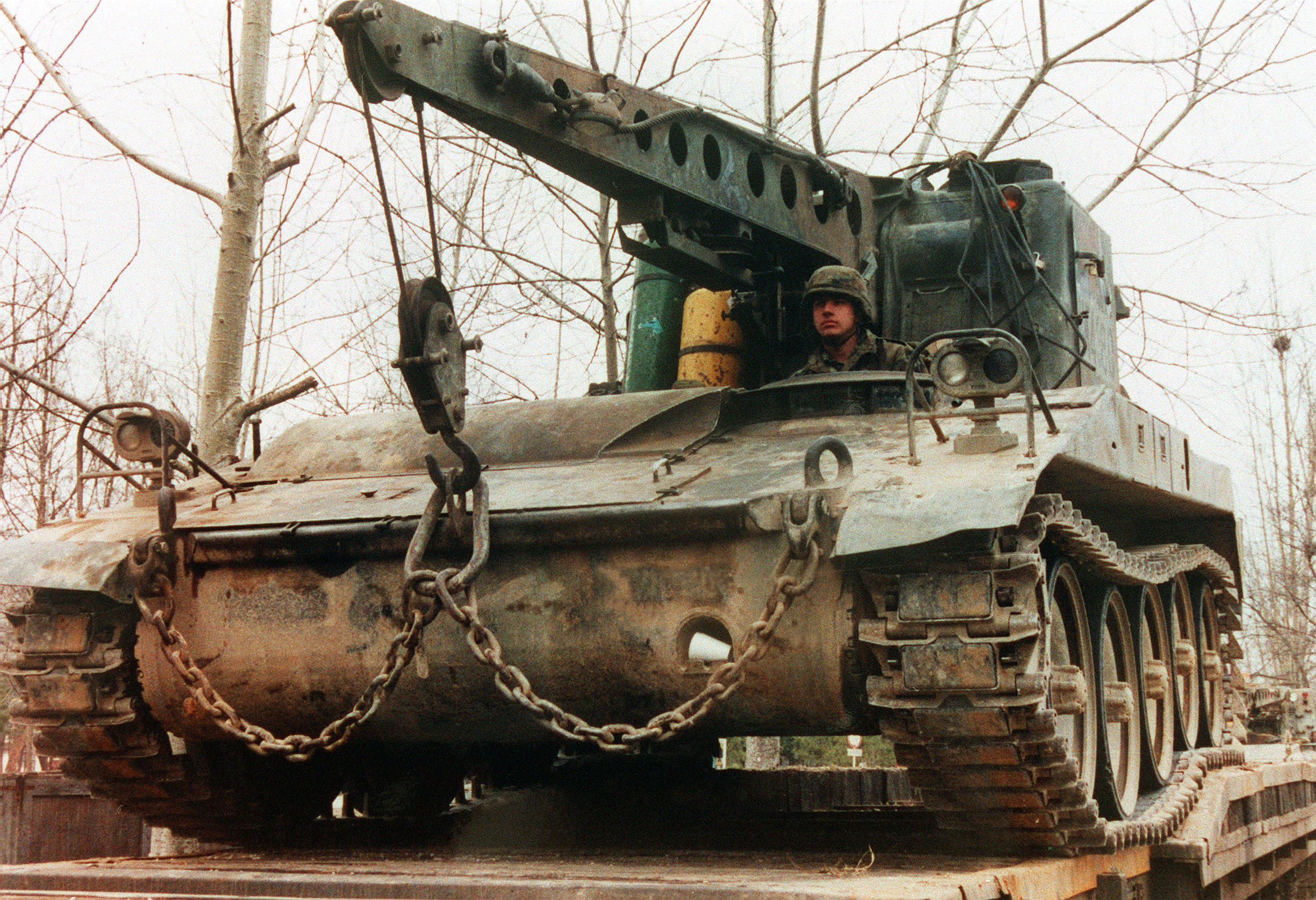
M578装甲回収車
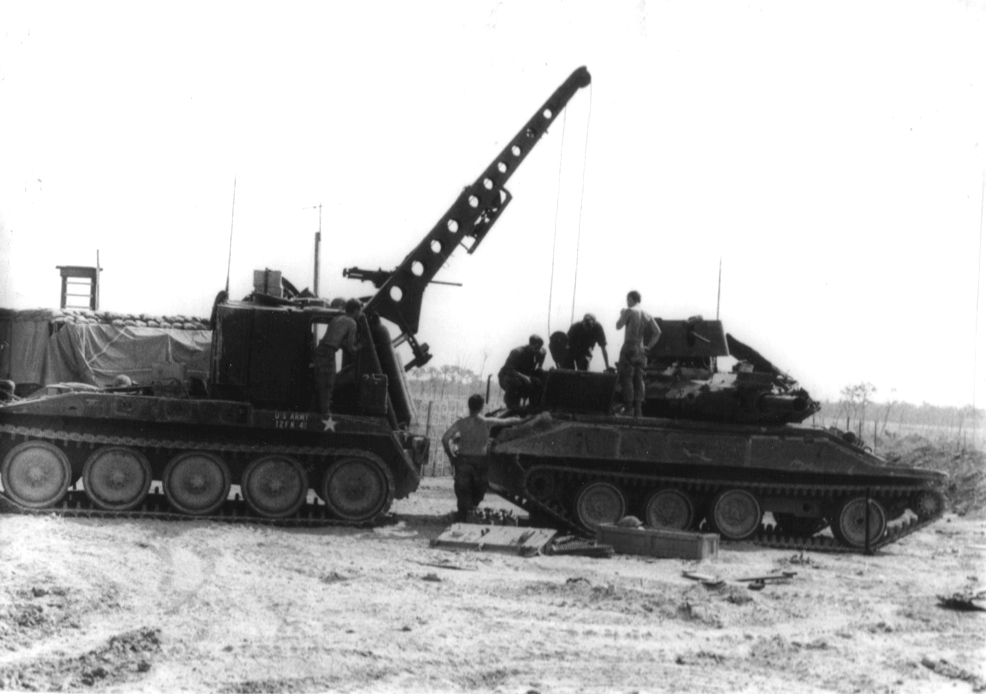
M551シェリダンの整備作業を行うM578装甲回収車

## 採用国
- アメリカ合衆国
- イギリス
- イスラエル
- イラン
- エジプト

- オランダ
- 韓国
- ギリシャ
- スペイン
- 中華民国（台湾）

- ドイツ
- トルコ
- 日本
- パキスタン
- バーレーン

- ベトナム共和国
- ベルギー
- モロッコ - 2024年時点で、モロッコ陸軍が60両のM110を保有[5]。
- ヨルダン

## 登場作品

### 映画
『ゴジラシリーズ』
『ゴジラ』
ミニチュアのみであるが、日本映画初登場。晴海埠頭でゴジラを迎え撃つ。
『ゴジラvsビオランテ』
実車が日本映画初登場。自衛隊の車列の移動シーンに登場するが砲撃シーンはなし。
『ゴジラvsキングギドラ』
74式戦車などとともに、富士山麓に着陸したUFOを包囲する。

### 漫画
『絶園のテンペスト』
国防軍の装備として絶園の樹を攻撃する。
『陸上防衛隊まおちゃん』

### ゲーム
『Wargame Red Dragon』
NATO陣営のアメリカ軍デッキ、自衛隊デッキで使用可能な自走砲として登場する。アメリカ軍デッキにはM110とA2が、自衛隊デッキにはA2が「203 SP」の名称で登場する。
『大戦略シリーズ』
『バトルフィールド ベトナム』
南ベトナム軍の自走砲として登場する。
『エースコンバット5』
ユークトバニア陸軍が運用している。

### 小説
『自衛隊三国志』
突如発生した大地震によって、隊員共々三国時代へタイムスリップした自衛隊国際連合平和維持活動（PKO）部隊の装備として登場。聚鉄山に布陣する曹操軍を砲撃する。